# L'As du feu
Pour plus de détails, voir Fiche technique et Distribution.
L'As du feu (Blue Blazes) est un court métrage américain de Raymond Kane et Buster Keaton (non crédité), réalisé en 1936.

## Distribution
- Buster Keaton : Elmer
- Arthur L. Jarrett : chef des pompiers
- Marlyn Stuart : la fille blonde du chef des pompiers
- Rose Kessner : la femme du chef des pompiers
- Patty Wilson : la fille brune du chef des pompiers

## Fiche technique
- Producteur : Al Christie; E. W. Hammons
- Langue : anglais
- Date de sortie :
  - États-Unis : 21 août 1936